# 風雲II (2004年電視劇)
《風雲Ⅱ：七武器》（英語：Wind and Cloud 2），根據馬榮成漫画《風雲》第二部的劇情改編，台海兩岸合拍製作的电视剧，延續2002年《风雲：雄霸天下》的故事，2004年中国电视公司中視主頻八點檔首播，香港亞洲電視本港台外購放送，雙主角聶風、步驚雲繼續由赵文卓及何润东擔綱。尽管如此，因為幕後團隊完全不同，故此整體風格、人物造型及個性等均與前作大相逕庭，為使劇情得以銜接將角色第二夢、斷浪復活，楚楚與劍晨的孩子由女兒步婷改回兒子雲兒。

故事以重演風雲際會滅雄霸開始，神出鬼沒的帝釋天興風作浪玩弄眾人命運，聶風救妻甘願服藥成魔，步驚雲出手阻止反而墮崖失憶，幸獲失明漁女紫凝相救。彼時新角色懷空奉師命欲取「絕世好劍」，因緣際會邂逅並單戀第二夢，惟襄王有心神女無意，夢始終心繫著風（此為本劇原創情節之一，作為更動將漫畫原著「神母」駱仙的感情戲份調配給聶風)。經歷種種，七大神兵齊集屠龍。

## 人物表

### 主角家族
| 演員   | 角色   | 備註 |
| 赵文卓 | 聂风   | 風中仁者。 前作《风雲：雄霸天下》溫柔多情，本作與愛人第二夢生離死別、長期失散，性格變得果斷沉穩。 輕功了得，絕技「風神腿」。 手執「雪飲刀」。                                                                                                |
| 何润东 | 步惊云 | 原名霍驚覺，霍家莊傳人。 前作《风雲：雄霸天下》鬼哭神嚎、霸氣外露，本作戾氣減少、更為內斂。 武學絕技「排雲掌」。 七武器之一「絕世好劍」的主人。                                                                                              |
| 黄奕   | 第二梦 | 聶風妻子。 第二刀王女兒，原住斷情居。 冰雪聰慧、武功了得。 性格堅強，對愛情忠貞不二。 第24、25集與聶風重逢相認，壓抑已久的委屈隨著淚水泣訴出來，罕有表現軟弱一面。                                                                           |
| 秦岚   | 楚楚   | 步驚雲妻子。 心地善良，奈何飽受陰影困擾。 步驚雲失蹤期間一直不放棄，惟劍晨十二年間一直陪伴和苦纏不休，內心開始動搖要否接受他。 |
| 陈怡蓉 | 紫凝   | 漁家盲女，與老爹相依為命。本來安於平淡日子。 願意助人。第6集在「紫玉峯」崖下急流救起昏迷的步驚雲，相處多年共諧連理。 雙眼治癒得以看見世界，惟於17集被斷浪陷害身亡。                                                                          |
| 张植绿 | 龙儿   | 第8集登場，為第二夢收為養子。 約莫十一/二歲，天賦異稟的練武奇才。 年紀輕輕獲授「綠玉聖杖」，成為六寺十八寨同盟盟主。 第14集第二夢將他託付給摩陀蘭若寺的一憂大師。 漫畫原著為日後的第二代劍聖。                                               |
| 朱逸凡 | 步天   | 暱稱天兒，步驚雲、紫凝之子。 約莫十歲，性格可愛、勇敢、懂事。 因為步驚雲失憶期間化名「卓山」，所以出生時名字為「卓天」。後來得知因由，自願主動換回步姓。 母親被殺後，獲聶風帶在身邊照顧。 第19集即使身負重傷需施手術，換骨過程依然一聲不吭。 |
|        | 雲兒   | 前作《风雲：雄霸天下》劍晨遭到藥物算計，污辱楚楚生下的骨肉。 儘管步驚雲待之視如己出，卻一直不肯稱呼父親，甚至喚作討厭鬼。相反不知為何，異常依黏生父劍晨。                                                                                    |

### 屠龍隊伍
| 演員     | 角色 | 備註 |
| 冯绍峰   | 怀空 | 七武器之一「天罪」的主人。 本輯風雲以外群像的第三主視覺，武林新晉後起之秀。 懷滅弟弟、白伶青梅竹馬，三人師承鐵門，在鐵心島一起長大。 性格虛懷若谷、行俠仗義，武功絕學為「破空元手」。 本劇原創情節，第3集登場救了第二夢，單方面動心追求，歷經患難以大哥及妹子相稱。 揭發鐵狂屠的陰謀後，為報師仇不惜代價習得「煉鐵手」。 漫畫原著則於第二輯第一回登場，感情糾結對象是駱仙。 |
| 陈冠霖   | 断浪 | 七武器之一「火麟劍」的主人。 綜合首兩部曲聶風、步驚雲以外，刻畫篇幅佔比第三的男性配角。 自幼為聶風摯友，卻因為對方獲得雄霸青睞，而一直懷恨在心，做盡傷天害理之事，但屢遭念舊的聶風放過。 本作加入帝釋天門下，獲封為「神將」(劇集將漫畫原著角色合二為一），與駱仙明爭暗鬥。 品行不端、內心自卑、喜歡擺佈他人，害死紫凝、楚楚、雲兒等多人的元凶。 吞食龍元後更加目空一切，暗算帝釋天並取而代之，正式成為第二部的終極BOSS。 最後遭到風雲合力擊殺。 漫畫原著及官方小說之中，曾經差點成為雄霸座下的第四大天王。 |
| 黄家诺   | 剑晨 | 七武器之一「英雄劍」的主人。 綜合首兩部曲聶風、步驚雲以外，刻畫篇幅佔比第四的男性配角。 無名嫡系傳人，中華閣少主。 原來身為正派明日之後，但因為意志不穩定，以及遭到斷浪算計而誤入歧途犯下大錯。 本作一直跟在楚楚身邊保護亟欲補償，十二年間終於打動芳心獲得接納，成為此生短暫但最快樂的時光。 漫畫原著與步驚雲識於微時，並且活到第三部。本性善良風度翩翩，偏偏多次出賣師尊無名。 |
| 王之民   | 皇影 | 七武器之一「驚寂」的主人。 武癡一名，東瀛刀客。 第21集出場，奉東瀛天皇之命取回老天皇骸骨，與前來阻止的聶風大打出手。 |
| 格桑多杰 | 破军 | 七武器之二「貪狼」、「天刃」的主人。 心術不正、為虎作倀之徒。 本作淪為「天門」走狗，第24集甫出場即重擊聶風，但遭妒忌心起的斷浪以鏡子反射(光學原理)破壞行動。 註：前作《风雲：雄霸天下》饰演 獨孤鳴。 |

### 鐵心島
| 演員   | 角色   | 備註 |
| 郑国霖 | 怀灭   | 懷空兄長，弟弟死後繼承七武器之一的「天罪」。 擅使「混元手」，武器為鐵心島三大神兵之一的「鐵鏈」。 爭強好勝、不近人情、嗜武若狂，一直逼迫懷空分高下。 心思縝密，率先察覺假鐵神之不妥，暗中培植勢力組織「黑閭」。 第20集起詐死，直至26集再度登場，與懷空合戰鐵狂屠。 後來受到帝釋天控制，最終欲自爆同歸於盡。 漫畫原著活到第三部，逢人便問是否識得懷空並大開殺戒，成為江湖令人聞風喪膽的「一狂」，獲步驚雲邀請成為「驚雲道」第二把手。 |
| 杨蕊   | 白伶   | 懷氏兄弟同門，青梅竹馬，三角關係。 第15集登場，之後一直隨懷滅行動，直至其詐死。 第25集與懷空互相表白，確立關係。 |
| 岳跃利 | 鐵狂屠 | 心狠手辣。冒充鐵神掌管鐵門。 第9集自稱四十八歲，並說神醫當年預言自己壽命不過四十九，藉此讓救師情切的懷空出外尋覓絕世好劍。 真實目的為暗中鑄造所向披靡的戰甲「天劫」。 第22集以凶猛銳利姿態大開殺戒，血洗天下英雄大會。 第26集遭到經歷無數冤魂澆筑、鮮血浸染的天劫反噬，越扣越緊無法卸甲痛不欲生。 因此強迫玄鐵門門主套上「絕魂鎖」，命令其為自己解開天劫但不果。 大戰懷氏兄弟期間，被步驚雲救走。                                    |
| 岳跃利 | 鐵神   | 第19集登場，懷空、懷滅和白伶的真正師尊。 遭到雙胞胎弟弟鐵狂屠設計囚禁，偕徒兒越獄時被殺死。 |
|        | 心使   | 懷氏兄弟同門於鐵心島，構思武器方面饒有才華，也是「天劫」的始作俑者。 第19集發現鐵狂屠殘害島民後，同被殺死。 |
|        | 神武使 | 執行假鐵神命令，阻止懷空離島互生爭執。不過在假鐵神口中只是下人。 |

### 天門
| 演員   | 角色   | 備註 |
| 韦以丞 | 帝釋天 | 本作勢力最龐大而神秘的組織首腦，網羅天下黑白兩道高手。 自稱本座，門下有眾多神官、神判。 講話陰陽怪氣，平日戴上冰雕面罩，使人看不透其心意、猜不到其身份。 擁有復甦死者的本領，愛於幕後興風作浪、詭計多端，玩弄眾人命運為樂。 故弄玄虛，為人卑鄙無恥，第6集要求第二夢共度春宵，以交換救聶風。 愛玩兩面手法，真實身份為偷喝鳳血，獲得長生不老的徐福。 最終遭到自己最瞧不起的斷浪殺死。 |
| 李馨雨 | 骆仙   | 天門神母。洛城城主。性格外冷內熱。 帝釋天最得意的弟子，獲傳授「聖心訣」，並被賦予管理不動人界、自在地界的權力。 第9集初登場假扮女賊接近聶風，謊稱自己「與爹娘住在冰原大山之內，年初偕媽媽被交予和隆鎮上的人照顧，怎知道姓敖的卻人面獸心看上了她」，實際是奉命哄騙聶風加入天門。 以身相許誘惑聶風不果，反而愛上風。 之後一直與聶風同行，屢次幫助但不被領情，揶揄他為「聶大聖人」，直至第20集一氣之下留信離開。 照顧步天的細節可看出她本性溫善，被步天稱為神仙姐姐。 第24集內心開始動搖，包括要侍婢提醒才願意戴回面罩，並警告懷空考慮清楚是否要欠帝釋天的人情。 第25集起奉帝釋天之命，化身婢女照料懷空。 最後為聶風殉情。 |
| 李繁   | 无二   | 原為怡春院妓女的棄子，九歲時餓得半死與土豪惡霸養的狗爭飯吃，把牠咬死了，因此遭到土豪圈養成為奴隸，並被賜名「阿狗」。 奉命咬死懷空卻反為他所救，並被教育尊嚴、另名無二。 雖然視懷空恩公，但行徑作風陰險，並不光明磊落。 第10集再出場時已自創「獨一門」，擅使「強道狗劍」。但深信弱肉強食、為非作歹。 第21集再出場時已暗地為天門吸納辦事。 |
| 戴兆安 | 敖某   | |

### 鳳凰島（福藥軒）
| 演員   | 角色 | 備註 |
| 李立群 | 徐福 | 第24集出場。 |
| 姚健   | 逍遥 | 徐福之弟子，為人正氣。 第24集在冰原之上放磷火為聶風解凍，再救風與第二夢離開天門(漫畫原著此情節的對象是步驚雲）。 漫畫原著角色二弟子「操琴人－弦真」、三弟子泰乙的混合體。  |
|        | 武德 | 徐福之大弟子，武學為「鐵筋爪」。 第24集出場，刁難並挑釁聶風一較高下，更對同門師弟逍遙使用歹毒的暗器「紫血刺」。 因此被徐福教訓並且收回「百載壽元」的五十年壽命，瞬間衰老。 |
|        |      | 徐福的兩名徒弟，逍遙之師弟。 武學為「乾冰掌」，可溫可寒有融冰封雪之力。 第24集出場，站在天門通道運功推倒冰牆，並把關阻止帝釋天追來。                                       |

### 藥廬
| 演員   | 角色     | 備註 |
| 李娟妹 | 十亲不认 | 第18集登場。一襲紫衣、髮色啡白挑染。 本名秀姑，神醫之女。 摯愛哥哥被父親逼迫服下「天狼獸藥」，不堪痛苦之下哀求她用「無形劍」為自己解脫。 弒兄後發現自己的臉也因被下藥而毀容，自此聲稱十親不認、離家出走。 虎毒不吃兒，神醫卻要求聶風取下女兒的人頭，作為交換醫治步天的條件。 因為聶風巧施妙計，自此與鐵奴相愛相守。 |
|        | 鐵奴     | 秀姑十歲那年，初進藥廬當家僕。不小心打翻藥爐而被神醫打至半死，更推出門外淋雨。漂亮的小姑娘卻偷取爹爹的金創藥為他醫治，自此發誓要守護在小姐身旁，甚至多年來保存著小鐵盒。 |
| 韩振华 | 神医     | 醫術高明，但道德敗壞。極度淫奢噁心。 不但拿藥僮試藥，更對親生兒女下藥，甚至要求別人代為追殺女兒。 |

### 水族
| 演員 | 角色 | 備註 |
|      | 族長 |      |

### 武林先覺
| 演員   | 角色   | 備註 |
| 潘虹   | 笑三笑 | |
| 刘卫华 | 无名   | 號稱「武林神話」，劍宗門人。 中華閣之主人，劍晨、步驚雲之師父。 兒時名叫「韋英雄」、又作「慕英名」，慕應雄之義弟。 |
| 孙兴   | 雄霸   | 梟雄，天下會幫主。第1集客串演出。 前作《风雲：雄霸天下》饰演 无名。                                                |

### 獅王堡
| 演員   | 角色     | 備註 |
| 王驾麟 | 铁狮男   | 少堡主。擅使「鐵殺拳」。 前作《风雲：雄霸天下》饰演 断浪。 |
| 刘建荣 | 北野雄狮 | 第1集偕另外三友登場，四人於雄霸死後結成聯盟，野心勃勃想統領江湖，訪臨霍家莊欲開眼界，並以奉承口吻誘步驚雲擔任霸主，卻被步驚雲罵為「利令智昏，但又沒多大本領的貪心鼠輩」。 遭到面斥立時翻臉，「東西相吸、南北相斥」四極同出圍攻步驚雲，卻被打趴並喝滾趕走。 之後遇帝釋天突襲，並被調侃即使曾經苦練「川通神脈」，合施「斗轉星移」，仍逃不過瞬間遭到收服。 雖然稱霸北方武林，但自知時日無多，邀請聶風交換條件，合演一齣戲(漫畫原著對象是懷空)，激勵兒子鐵男長進。 |

### 摩陀蘭若寺
| 演員   | 角色       | 備註 |
| 金书贵 | 一忧       | 講話滑頭的和尚，但關鍵時刻剛正不阿。 以引見生父作為利誘，邀請龍兒代表出賽競逐盟主。 |
|        | 黑劍武士   | 第14集登場。龍兒生父。 波斯劍客，殺戮無數，走火入魔。 親手鑄造一對「兩極劍」。 幸得空明大師制服，與妻兒失散後四處遍尋不獲，極為懊悔求劍，自願關在蘭若寺的石室內。 數月前自知氣數將盡，與龍兒相認後傳授畢生功力，圓願而逝。 |
|        | 慈覺       | 副住持。 受到斷浪教唆謀害師父，並且誣陷一憂。最後在金剛閣被暗器滅口。 |
|        | 心明大師   | 已遇害。 |
| 郭小安 | 兰若寺弟子 | |

### 其他人物
| 演員   | 角色       | 備註 |
| 朱虹   | 杜芸苓     | 江湖賣藝女子，為報父仇幾乎喪命，巧遇斷浪殺仇家，認定他為救命恩人，苦苦相隨並為他誕下子嗣。 |
|        | 粹苑       | 第22集登場。一襲藍衣、上眼蓋雙雙抹著淡淡粉紅眼影，氣質不俗。 石頂天將軍之表妹，年幼時送她有治暑奇效的「雪世石」。 多年後差人將雪世石送回石家堡，邀請表哥會面，實際上打算殺死對方。 早已受到無神絕宮的收買，兩次令石頂天擅離職守。 然而石將軍的「頂天神甲」已經練到沒有死門，她因此功敗垂成。快被反殺之際，遭到步驚雲調停倖存。 漫畫原著及官方小說設定為師妹，而非表妹。    |
|        | 狂森       | 鐵狂屠手下五獸之一，並以徒兒稱呼。 奇裝異服，乍看似是沒有正常思考能力的傀儡。 實為乾震之子，多年前被鐵狂屠擄走，訓練成一頭不知痛癢、力大無比的猛獸。 多年後於「天下第一樓」(天下會「三分校場」舊址）被師父公開身世，頃刻間難以接受一把推開生父。惟乾震為自己擋下殺著後，決意與鐵狂屠拼命但被擊飛。                                                                         |
|        | 乾震       | 當年三幫七會以其為首，看透鐵狂屠心術不正，遂阻止其奪得鐵門門主之位。 多年後武林舉辦英雄大會，於「天下第一樓」(天下會「三分校場」舊址）被血洗。 |
| 王家林 | 絕心       | 「無神絕宮」絕無神之長子。深知父親冷血、忌才，因此在其失勢後弒父，轉為效力東瀛天皇。 本作屈居斷浪手下，覬覦天皇大位。 偽冒「無名第三弟子」的名義發帖，廣邀武林中人參加英雄大會，並在舉辦場地「天下第一樓」(天下會「三分校場」舊址）佈滿火藥，密謀一次過全數殆盡。（第22集） 劇中地位相比前作變得不外如是。漫畫原著活到第三部，後來居上加入爭奪龍元之列，並且成為十魔之一。 |
| 王路   | 黄英       | |
|        | 鬼虎       | 無名三僕之一。 第41集被發現死在承天樓。 |
|        | 天問寺方丈 | 第21集向懷空借出「梵天聖杖」，並為他頌禱。 |
| 宗晓军 | 西岭笑佛   | 第1集偕北野雄獅一起登場，四人於雄霸死後結成聯盟，野心勃勃想統領江湖，訪臨霍家莊欲開眼界，並以奉承口吻誘步驚雲擔任霸主，卻被步驚雲罵為「利令智昏，但又沒多大本領的貪心鼠輩」。 遭到面斥立時翻臉，「東西相吸、南北相斥」四極同出圍攻步驚雲，卻被打趴並喝滾趕走。 之後遇帝釋天突襲，並被調侃即使曾經苦練「川通神脈」，合施「斗轉星移」，仍逃不過瞬間遭到收服。                |
| 陈勇   | 南峦诸葛   | 第1集偕北野雄獅一起登場，四人於雄霸死後結成聯盟，野心勃勃想統領江湖，訪臨霍家莊欲開眼界，並以奉承口吻誘步驚雲擔任霸主，卻被步驚雲罵為「利令智昏，但又沒多大本領的貪心鼠輩」。 遭到面斥立時翻臉，「東西相吸、南北相斥」四極同出圍攻步驚雲，卻被打趴並喝滾趕走。 之後遇帝釋天突襲，並被調侃即使曾經苦練「川通神脈」，合施「斗轉星移」，仍逃不過瞬間遭到收服。                |
|        | 東岳不群   | 第1集偕北野雄獅一起登場，四人於雄霸死後結成聯盟，野心勃勃想統領江湖，訪臨霍家莊欲開眼界，並以奉承口吻誘步驚雲擔任霸主，卻被步驚雲罵為「利令智昏，但又沒多大本領的貪心鼠輩」。 遭到面斥立時翻臉，「東西相吸、南北相斥」四極同出圍攻步驚雲，卻被打趴並喝滾趕走。 之後遇帝釋天突襲，並被調侃即使曾經苦練「川通神脈」，合施「斗轉星移」，仍逃不過瞬間遭到收服。                |
| 姬麒麟 | 秦始皇     | 歷史著名暴君。 第24-25集於徐福回憶裡登場。 |
|        | 叢如鶴     | 鐵拳莊莊主，欲收龍兒為徒。 |
|        | 溫義       | |
| 杨树   | 青蛇帮众   | |